# Castillo palacio de Calatorao
El castillo palacio de Calatorao, también denominado castillo de los Priores es un palacio del siglo XVI construido sobre la fortaleza original del siglo XII, ubicada el municipio zaragozano de Calatorao, en lo alto de un cerro, sobre la población.

## Historia
Su construcción es atribuida a los árabes de la época de los enfrentamientos entre las familias de los Banu-Qasi, los Tuyibíes o los Bani-Hud en el ambiente de guerras, conspiraciones y expediciones de castigo, pudiéndose datar su construcción como fortaleza en el periodo de tiempo que media entre finales del siglos VIII y finales del siglo XI.
Entre 1504 y 1509 los maestros Zalema Xama y Mahoma Allabar acometieron unas reformas importantes transformando el aspecto del castillo al que hoy tiene.
Conserva prácticamente intacta la cocina de principios de siglo XX así como dos baños completos; también el artesonado del salón de los Reyes, completamente restaurado, el tejado y las almenas.

## Descripción
El Castillo Palacio de Doña Urraca o Castillo de los Priores, situado en lo alto de la población, es un edificio de piedra de sillería, con planta rectangular.
Posee un torreón almenado del siglo XIV, único vestigio que le queda de su carácter defensivo. El conjunto resultante es de estilo mudéjar aragonés renacentista con detalles góticos.

## Catalogación
El Castillo palacio de Calatorao está incluido dentro de la relación de castillos considerados Bienes de Interés Cultural en virtud de lo dispuesto en la disposición adicional segunda de la Ley 3/1999, de 10 de marzo, del Patrimonio Cultural Aragonés. Este listado fue publicado en el Boletín Oficial de Aragón del 22 de mayo de 2006.